# Lista de chefes de governo de monarquias atuais
Este artigo lista os incumbentes chefes de governo de Estados monárquicos atuais, incluindo sua data de posse e o partido político ao qual eventualmente estejam afiliados. Dentro da concepção moderna de sistemas políticos, o chefe de governo é um membro do poder executivo com a função de organizar e liderar as ações executivas do governo de um Estado soberano tais como as diretrizes governamentais, econômicas e públicas assumidas por aquele governo e a nomeação de membros do gabinete de governo.
A maioria dos Estados monárquicos atuais são organizados como monarquias constitucionais ou parlamentaristas, nas quais as incumbências e atribuições dos cargos de chefia são determinados por uma constituição ou subordinados às decisões e consulta de um parlamento. Tais sistemas de governo automaticamente contemplam a distinção entre os cargos de chefe de Estado e chefe de governo e, em casos específicos, esta nuance confere um relativo equilíbrio no papel do monarca. Por outro lado, há Estados monárquicos contemporâneos que estão estruturados como monarquias absolutas e, ainda assim, contemplam a existência de um chefe de governo distinto do monarca soberano apesar de grande parte dos poderes políticos residirem na figura daquele monarca. Neste último caso, o chefe de governo costuma ser um membro da casa reinante ou uma figura política extremamente associada à imagem pública do monarca reinante.
O chefe de governo de uma monarquia pode receber títulos diferentes de acordo com a cultura ou história política do país que governa. No entanto, a maioria costuma ter seu título traduzido internacionalmente como "Primeiro Ministro", indicando sua natureza como um membro sênior do conselho de ministros que governa aquele país. Algumas exceções notórias são o Presidente do Governo da Espanha (Presidente del Gobierno), o Ministro de Estado do Mónaco (Ministre d'État) e o Chefe do Governo de Andorra (Cap de Govern), dentre outros. Nas monarquias constitucionais modernas, o chefe de governo costuma ser eleito democraticamente pelo voto popular (direto ou indireto) e não possui associações diretas com a casa reinante. No caso específico do Reino Unido, que possui uma das câmaras parlamentares composta por membros da nobreza e do clero, membros do pariato podem ser eleitos eventualmente chefes de governo enquanto aqueles que não possuem títulos de nobreza de nascença podem eventualmente ingressar no pariato em reconhecimento de sua distinção no cargo.

## Chefes de governo atuais
| Estado                   | Título                | Incumbente | Incumbente          | Data de posse                                        | Partido                        | Ref.          |
| ------------------------ | --------------------- | ---------- | ------------------- | ---------------------------------------------------- | ------------------------------ | ------------- |
| Andorra                  | Chefe de Governo      |            | Xavier Espot Zamora | 16 de maio de 2019 (6 anos e 10 dias)                | Democratas por Andorra         | [ 23 ]        |
| Antígua e Barbuda        | Primeiro-Ministro     |            | Gaston Browne       | 13 de junho de 2014 (10 anos, 11 meses e 13 dias)    | Partido Trabalhista            |               |
| Arábia Saudita           | Primeiro-Ministro     |            | Mohammad bin Salman | 27 de setembro de 2022 (2 anos, 7 meses e 29 dias)   | —                              |               |
| Aruba                    | Primeira-Ministra     |            | Evelyn Wever-Croes  | 17 de novembro de 2017 (7 anos, 6 meses e 9 dias)    | Movimento Eleitoral Popular    |               |
| Austrália                | Primeiro-Ministro     |            | Anthony Albanese    | 23 de maio de 2022 (3 anos e 3 dias)                 | Partido Trabalhista            |               |
| Bahamas                  | Primeiro-Ministro     |            | Philip Davis        | 17 de setembro de 2021 (3 anos, 8 meses e 9 dias)    | Partido Liberal Progressista   |               |
| Belize                   | Primeiro-Ministro     |            | Johnny Briceño      | 12 de novembro de 2020 (4 anos, 6 meses e 14 dias)   | Partido Popular Unido          |               |
| Bélgica                  | Primeiro-Ministro     |            | Bart de Wever       | 3 de fevereiro de 2025 (3 meses e 23 dias)           | Nova Aliança Flamenga          |               |
| Brunei                   | Perdana Menteri       |            | Hassanal Bolkiah    | 1 de janeiro de 1984 (41 anos, 4 meses e 25 dias)    | —                              | [ 27 ]        |
| Camboja                  | Primeiro-Ministro     |            | Hun Manet           | 22 de agosto de 2023 (1 ano, 9 meses e 4 dias)       | Partido Popular                |               |
| Canadá                   | Primeiro-Ministro     |            | Mark Carney         | 14 de março de 2025 (2 meses e 12 dias)              | Partido Liberal                |               |
| Catar                    | Primeiro-Ministro     |            | Mohammed bin Abdul  | 7 de março de 2023 (2 anos, 2 meses e 19 dias)       | —                              |               |
| Curaçau                  | Primeiro-Ministro     |            | Gilmar Pisas        | 14 de junho de 2021 (3 anos, 11 meses e 12 dias)     | Movimento para o Futuro        |               |
| Dinamarca                | Primeira-Ministra     |            | Mette Frederiksen   | 27 de junho de 2019 (5 anos, 10 meses e 29 dias)     | Partido Social-Democrata       |               |
| Emirados Árabes Unidos   | Primeiro-Ministro     |            | Mohammed bin Rashid | 11 de fevereiro de 2006 (19 anos, 3 meses e 15 dias) | —                              |               |
| Espanha                  | Presidente do Governo |            | Pedro Sánchez       | 2 de junho de 2018 (6 anos, 11 meses e 24 dias)      | Partido Socialista Operário    | [ 28 ] [ 29 ] |
| Granada                  | Primeiro-Ministro     |            | Dickon Mitchell     | 24 de junho de 2022 (2 anos, 11 meses e 2 dias)      | Congresso Democrático Nacional |               |
| Gronelândia              | Chefe do Governo      |            | Múte Egede          | 23 de março de 2021 (4 anos, 2 meses e 3 dias)       | Partido do Povo                | [ 30 ]        |
| Ilhas Feroe              | Primeiro-Ministro     |            | Aksel V. Johannesen | 22 de dezembro de 2022 (2 anos, 5 meses e 4 dias)    | Partido Social-Democrata       | [ 31 ]        |
| Ilhas Salomão            | Primeiro-Ministro     |            | Jeremiah Manele     | 2 de maio de 2024 (1 ano e 24 dias)                  |                                |               |
| Jamaica                  | Primeiro-Ministro     |            | Andrew Holness      | 3 de março de 2016 (9 anos, 2 meses e 23 dias)       | Partido Trabalhista            |               |
| Japão                    | Primeiro-Ministro     |            | Shigeru Ishiba      | 1 de outubro de 2024 (7 meses e 25 dias)             | Partido Liberal Democrata      |               |
| Jordânia                 | Primeiro-Ministro     |            | Jafar Hassan        | 15 de setembro de 2024 (8 meses e 11 dias)           | —                              |               |
| Kuwait                   | Primeiro-Ministro     |            | Ahmad Al-Nawaf      | 24 de julho de 2022 (2 anos, 10 meses e 2 dias)      | —                              |               |
| Lesoto                   | Primeiro-Ministro     |            | Sam Matekane        | 28 de outubro de 2022 (2 anos, 6 meses e 28 dias)    | Revolução para a Prosperidade  |               |
| Liechtenstein            | Chefe do Governo      |            | Brigitte Haas       | 10 de abril de 2025 (1 mês e 16 dias)                | União Patriótica               |               |
| Luxemburgo               | Primeiro-Ministro     |            | Luc Frieden         | 17 de novembro de 2023 (1 ano, 6 meses e 9 dias)     | Partido Popular Cristão        |               |
| Malásia                  | Perdana Menteri       |            | Anwar Ibrahim       | 24 de novembro de 2022 (2 anos, 6 meses e 2 dias)    | Partido da Justiça Popular     |               |
| Mónaco                   | Ministro de Estado    |            | Pierre Dartout      | 1 de setembro de 2020 (4 anos, 8 meses e 25 dias)    | Independente                   |               |
| Marrocos                 | Chefe de Governo      |            | Aziz Akhannouch     | 10 de setembro de 2021 (3 anos, 8 meses e 16 dias)   | Partido dos Independentes      |               |
| Nova Zelândia            | Primeiro-Ministro     |            | Christopher Luxon   | 27 de novembro de 2023 (1 ano, 5 meses e 29 dias)    | Partido Nacional               |               |
| Noruega                  | Primeiro-Ministro     |            | Jonas Gahr Støre    | 14 de outubro de 2021 (3 anos, 7 meses e 12 dias)    | Partido Trabalhista            |               |
| Países Baixos            | Primeiro-Ministro     |            | Dick Schoof         | 2 de julho de 2024 (10 meses e 24 dias)              | Independente                   | [ 32 ] [ 33 ] |
| Papua-Nova Guiné         | Primeiro-Ministro     |            | James Marape        | 20 de maio de 2019 (6 anos e 6 dias)                 | Partido Pangu                  |               |
| Reino Unido              | Primeiro-Ministro     |            | Keir Starmer        | 5 de julho de 2024 (10 meses e 21 dias)              | Partido Trabalhista            | [ 34 ] [ 35 ] |
| Santa Lúcia              | Primeiro-Ministro     |            | Philip Pierre       | 28 de julho de 2021 (3 anos, 9 meses e 28 dias)      | Partido Trabalhista            | [ 36 ] [ 37 ] |
| São Cristóvão e Neves    | Primeiro-Ministro     |            | Terrance Drew       | 6 de agosto de 2022 (2 anos, 9 meses e 20 dias)      | Partido Trabalhista            |               |
| São Martinho             | Primeira-Ministra     |            | Silveria Jacobs     | 19 de novembro de 2019 (5 anos, 6 meses e 7 dias)    | Aliança Nacional               |               |
| São Vicente e Granadinas | Primeiro-Ministro     |            | Ralph Gonsalves     | 29 de março de 2001 (24 anos, 1 mês e 27 dias)       | Partido Trabalhista            | [ 38 ] [ 39 ] |
| Suécia                   | Primeiro-Ministro     |            | Ulf Kristersson     | 18 de outubro de 2022 (2 anos, 7 meses e 8 dias)     | Partido Moderado               | [ 40 ] [ 41 ] |
| Tailândia                | Primeiro-Ministro     |            | Srettha Thavisin    | 22 de agosto de 2023 (1 ano, 9 meses e 4 dias)       | Pheu Thai                      | [ 42 ] [ 43 ] |
| Tonga                    | Primeiro-Ministro     |            | 'Aisake Eke         | 22 de janeiro de 2025 (4 meses e 4 dias)             | Independente                   |               |